# Phymosia crenulata
Phymosia crenulata är en malvaväxtart som först beskrevs av Brandeg., och fick sitt nu gällande namn av Paul Arnold Fryxell. Phymosia crenulata ingår i släktet Phymosia och familjen malvaväxter. Inga underarter finns listade i Catalogue of Life.